# Парадокс Буралі-Форті
Парадокс Буралі-Форті — в теорії множин демонструє, що припущення про існування множини всіх порядкових чисел веде до суперечностей і, отже, суперечливою є теорія, в якій побудова такої множини можлива (1897).

## Формулювання
У математичній літературі зустрічаються різні формулювання, що спираються на різну термінологію і можливий набір відомих теорем. Ось одне з можливих формулювань.
Припустимо, що {\displaystyle \Omega } - множина усіх порядкових чисел, тоді множина-сума ∑({\displaystyle \Omega }) зберігає властивості порядкового числа і є порядковим числом. Уявімо деяке число ∑({\displaystyle \Omega }) + 1; тоді (∑({\displaystyle \Omega }) + 1) > ∑({\displaystyle \Omega }). Проте оскільки ∑({\displaystyle \Omega }) є порядковим числом і зберігає властивості порядкових чисел, то ∑({\displaystyle \Omega }) + 1 є елементом {\displaystyle \Omega }, а отже (∑({\displaystyle \Omega }) + 1) < ∑({\displaystyle \Omega }). Це твердження суперечить встановленій нами раніше нерівності (∑({\displaystyle \Omega }) + 1) > ∑({\displaystyle \Omega }), тому усе твердження є суперечливим, а отже суперечливою є і теорія, що допускає таке твердження.

## Історія
Парадокс був виявлений Чезаре Буралі-Форті в 1897 року і виявився одним з перших парадоксів, які показали, що наївна теорія множин суперечлива, а отже, непридатна для потреб математики. Неіснування безлічі всіх порядкових чисел суперечить концепції наївної теорії множин, яка дозволяє побудову множин з довільною властивістю елементів, тобто термів виду «множина всіх {\displaystyle x} таких, що {\displaystyle P}» ({\displaystyle \{x\mid P\}}).
Сучасна аксіоматична теорія множин накладає суворі обмеження на вид умови {\displaystyle P}, за допомогою якого можна утворювати множини. У аксіоматичних системах типу Геделя — Бернайса дозволяється вираження терми {\displaystyle \{x\mid P\}} для довільних {\displaystyle P}, але із застереженням, що він може виявитися не множиною, а класом.